# Ciron
Ciron é uma comuna francesa na região administrativa do Centro, no departamento Indre. Estende-se por uma área de 58,78 km². Em 2010 a comuna tinha 573 habitantes (densidade: 9,7 hab./km²).